# Ahna O’Reilly

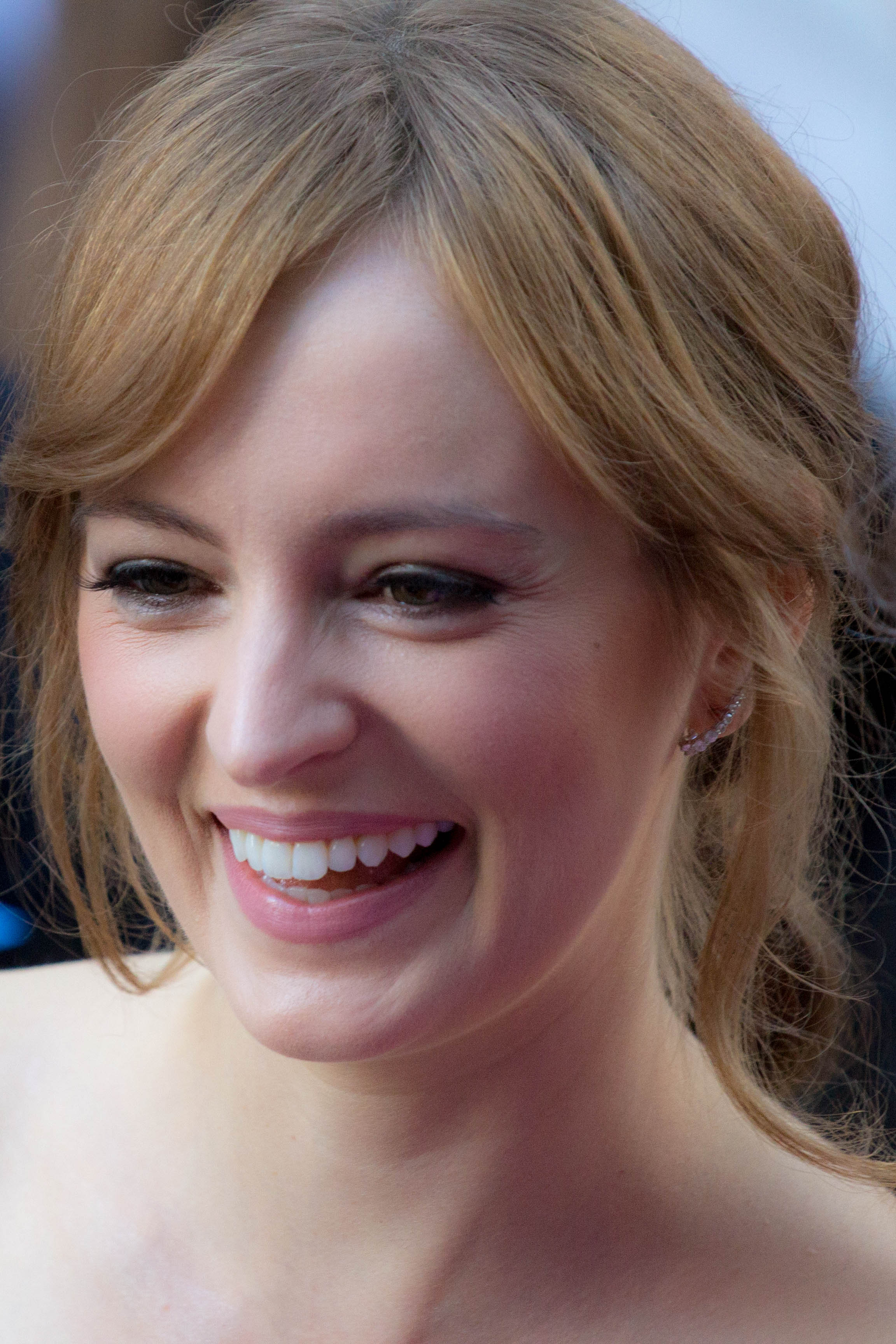
Ahna O’Reilly (2016)

Ahna O’Reilly (* 21. September 1984 in Palo Alto, Kalifornien) ist eine US-amerikanische Schauspielerin.

## Werdegang
Ahna O’Reilly besuchte die Menlo School in Atherton, nahe ihrer Geburtsstadt Palo Alto, die sie 2003 abschloss. Bereits in jungen Jahren fasste sie den Entschluss Schauspielerin zu werden und nahm noch während ihrer Schulzeit Schauspielunterricht in San Francisco. Nach dem Highschoolabschluss studierte sie ein Jahr lang an der University of Southern California, die sie vorzeitig verließ, um sich ganz auf ihre Schauspielkarriere zu konzentrieren.
Noch 2003 hatte sie ihre erste Rolle vor der Kamera, mit einem Auftritt im Film Bill the Intern. Anschließend war sie im Science-Fiction-Horrorfilm DinoCroc zu sehen. Nach weiteren kleinen Filmrollen, unter anderem in Good Time Max, Nancy Drew – Girl Detective und Nie wieder Sex mit der Ex, folgten für sie Gastauftritte in den Serien CSI: NY, Unhitched und Vampire Diaries.
2011 war sie als Elizabeth Leefolt im Filmdrama The Help zu sehen. Zu dem Casting verhalf ihr Hauptdarstellerin in ihre heutige Freundin Octavia Spencer. Die Besetzung erhielt mehrere Auszeichnungen, auch für das Beste Ensemble, darunter den Screen Actors Guild Award und den Satellite Award. 2013 übernahem sie in den Filmdramen Nächster Halt: Fruitvale Station und Jobs jeweils Nebenrollen.
2014 war sie in der Komödie Broadway Therapy in der Rolle der Elizabeth zu sehen. Ein Jahr später spielte sie in der Dramedy No Way Jose neben Adam Goldberg und Emily Osment eine der Hauptrollen. Im Filmdrama Elvis & Nixon war O’Reilly 2016 als Mary Anne Peterson zu sehen und auch in All I See Is You als Carol nahm sie eine zentrale Rolle ein. Nebenrollen spielte sie seitdem auch in Stürmische Ernte – In Dubious Battle, Marshall, Totem und The Friend. 2017 war sie in der Serie Kingdom als Amy in einer wiederkehrenden Rolle zu sehen. Insgesamt umfasst ihr Schaffen mehr als 50 Produktionen.

## Persönliches
O’Reilly war bis 2011 knapp fünf Jahre lang mit Schauspieler und Regisseur James Franco liiert.

## Filmografie (Auswahl)
- 2003: Bill the Intern
- 2004: DinoCroc
- 2007: Good Time Max
- 2007: Nancy Drew – Girl Detective (Nancy Drew)
- 2008: CSI: NY (Fernsehserie, Episode 4x12)
- 2008: Nie wieder Sex mit der Ex (Forgetting Sarah Marshall)
- 2008: Unhitched (Fernsehserie, Episode 1x03)
- 2008: Just Add Water
- 2009: It’s All Over Now, Baby Blue (Kurzfilm)
- 2009: Herpes Boy
- 2009: The Harsh Life of Veronica Lambert
- 2010: House Under Siege
- 2011: Vampire Diaries (The Vampire Diaries, Fernsehserie, Episode 2x12)
- 2011: From the Head
- 2011: The Help
- 2011: Girls! Girls! Girls!
- 2011: Prime Suspect (Fernsehserie, Episode 1x06)
- 2011: 0s & 1s
- 2012: The Perfect Fit (Kurzfilm)
- 2013: Nächster Halt: Fruitvale Station (Fruitvale Station)
- 2013: Jobs
- 2013: Miss Dial
- 2013: As I Lay Dying
- 2013: Lucky Them – Auf der Suche nach Matthew Smith (Lucky Them)
- 2013: CBGB
- 2014: How I Met Your Mother (Fernsehserie, Episode 9x16)
- 2014: Get on Up
- 2014: Broadway Therapy (She's Funny That Way)
- 2014: The Sound and the Fury
- 2014: Identity (Fernsehfilm)
- 2015: I Am Michael
- 2015: The Heyday of the Insensitive Bastards
- 2015: No Way Jose
- 2016: Elvis & Nixon
- 2016: Stürmische Ernte – In Dubious Battle (In Dubious Battle)
- 2016: All I See Is You
- 2017: Schlafwandler (Sleepwalker)
- 2017: Kingdom (Fernsehserie, 4 Episoden)
- 2017: Marshall
- 2017: Totem
- 2018: Spivak
- 2018: Reverie (Fernsehserie, Episode 1x02)
- 2018: Girl on the Side (Kurzfilm)
- 2019: The Friend
- 2019: The Morning Show (Fernsehserie, 2 Episoden)
- 2019: Bombshell – Das Ende des Schweigens (Bombshell)
- 2019: Bull (Fernsehserie, Episode 4x10)
- 2020: Day by Day (Fernsehserie, 2 Episoden, Sprechrolle)
- 2022: Der Gesang der Flusskrebse (Where the Crawdads Sing)
- 2023: Justified – City Primeval (Fernsehserie, Episode 1x08)